# Plaisance (Seychelles)
Pour les articles homonymes, voir Plaisance.

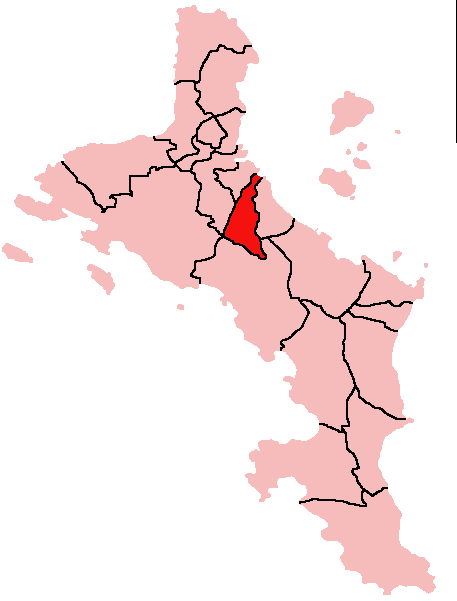
Localisation du district de Plaisance.

Plaisance est un district des Seychelles de l'île de Mahé.

## Géographie

### Démographie
Le district de Plaisance couvre 3,4 km2 et compte 3 399 habitants (2002).